# Schloss Seeburg (Iseltwald)

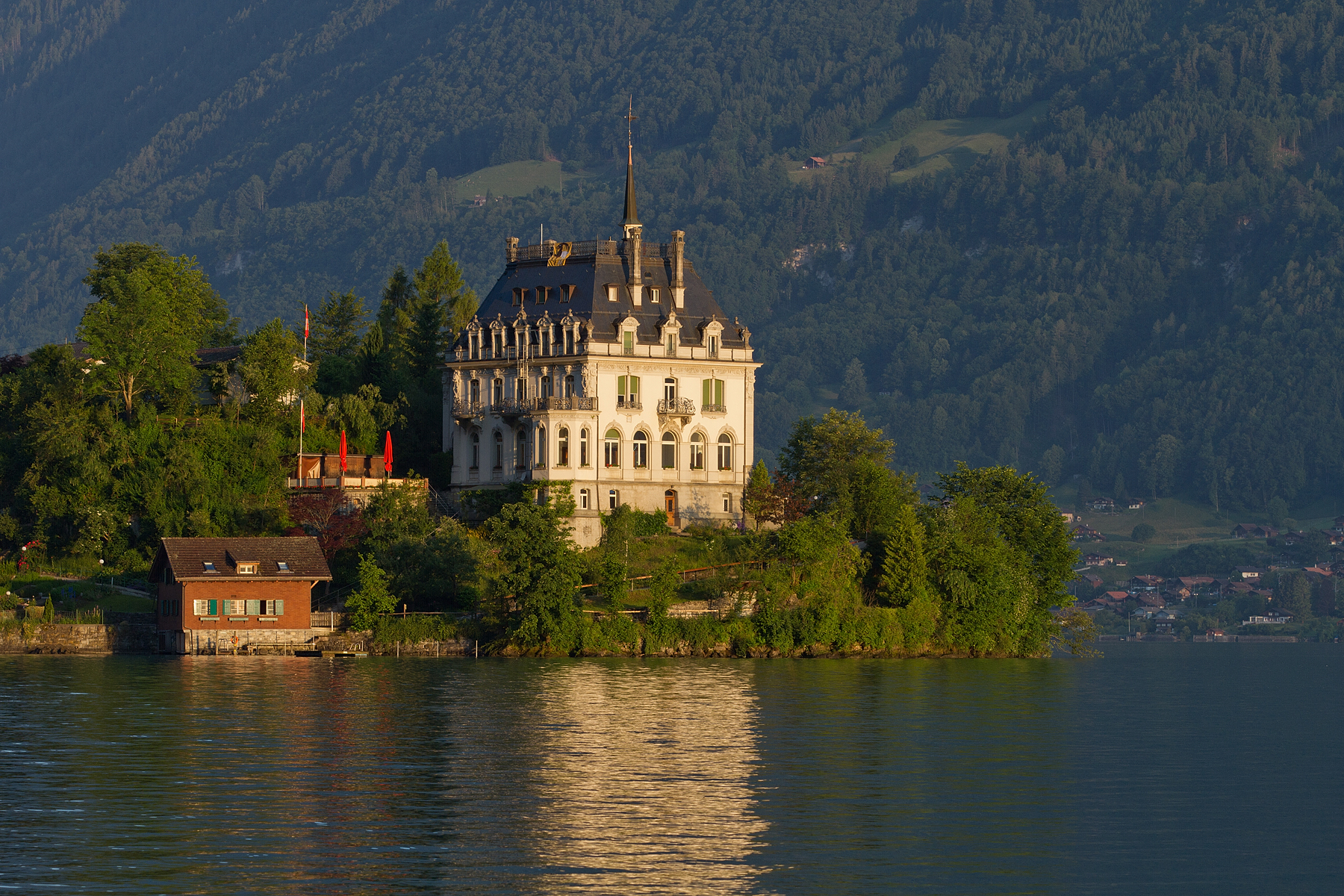
Schloss Seeburg

Das Schloss Seeburg ist ein Schloss in der Gemeinde Iseltwald im Kanton Bern.

## Geschichte
1907 liess Gottfried Siegrist, ein Händler aus Bern, die damals am Ort stehenden Gebäude abreissen und am Eingang des Dorfes wieder aufstellen. Er baute auf der Halbinsel eine Villa im südländischen Stil, die jedoch kurz nach Fertigstellung nicht mehr bewohnt wurde. 1927 ging die Villa in den Besitz des Evangelischen Diakonieverbands Ländli, der die «Seeburg» in ein Genesungsheim umwandelte. Seit September 1987 ist die «Seeburg» ein Kongress-, Konferenz-, Erziehungs- und Kurzentrum. Das Schnäggeninseli als einzige immatrikulierte Insel im Kanton Bern gehört der Seeburg.